# Kedves Miklós
Kedves Miklós (Szeged, 1933. március 21. – Szeged, 2003. november 6.) magyar paleontológus, botanikus, egyetemi tanár. A biológiai tudományok kandidátusa (1965), a biológiai tudományok doktora (1974).

## Életpályája
A Szegedi Tudományegyetem Természettudományi Karán 1955-ben szerzett biológia-kémia szakos középiskolai tanári diplomát. 1955-től a siófoki Perczel Mór Általános Gimnáziumban oktatott. 1958-ban egyetemi doktori címet szerzett „summa cum laude" minősítéssel, és visszakerült a Szegedi Egyetemre tanársegédnek. 1963-ban adjunktus lett. 1965–1975 között docensként dolgozott. 1966–1967 között egy évig Párizsban CNRS-ösztöndíjas volt. 1969–1970 között 3 hónapot kutatott Kairóban egyezményes tanulmányút keretében. 1973-ban az NSF és KKI közös kutatóprogramja keretében 3 hónapot töltött az Amerikai Egyesült Államokban. 1986-ban nyugdíjba vonult. 1996-ban az Eötvös Loránd Tudományegyetem rektora és Habilitációs Bizottsága habilitált doktorrá nyilvánította.

### Munkássága
Tagja volt a Magyar Biológiai Társaságnak, a Magyarhoni Földtani Társulatnak, az American Association of Stratigraphie Palynologists-nek, az Association des Palynologues de Langue Francaise-nek, az Association Internationale de Palynologie Africaine-nek, a New York Academy of Science-nek, a Research Fellow of the American Biographical Institute USA-nak, valamint az ICSU International Geosphere - Biosphere Program Magyar Nemzeti Bizottságának; az alábbi témák felelőseként: Techniques for Extracting Environmental Data of the Past; Evolutions of the biopolymer system of the cell walls; Adaption mechanisms of plants and the paleophytogeographical changes based on micro-and macro-remains. A Magyar Tudományos Akadémia több tudományos bizottságának is tagja volt, így a Citológiai Bizottságnak, Botanikai Bizottságnak. Ez utóbbinak egy három éves ciklusban titkára is volt. A Botanikai Bizottság keretein belül működő Palaeobotanikai Albizottság vezetője, majd a Palaeontológiai Tudományos Bizottság alelnöke volt két ciklusban. Haláláig tagja volt három tudományos MTA bizottságnak: a Mikrobiológiai, a Palaeontológiai és a Geonómiai bizottságnak.
A József Attila Tudományegyetem növénytani tanszékén címzetes egyetemi tanár volt. A Sejtbiológiai és Evolúciós Mikropaleontológiai Laboratórium vezetője volt. Az Acta Botanica Hungarica szerkesztőbizottsági tagja volt. Az Általános Mikrobiológiai Bizottság tagja volt.
Kutatási területe: a recens és fosszilis spórák és pollenszemek fény- és elektronmikroszkópos vizsgálata, a sporodermis, általában a növényi sejtfal biopolimer alkotóinak filogenezise. Több mint 300 tudományos közlemény szerzője. 